# Іньякі Астіс
Іньякі Астіс (ісп. Iñaki Astiz, нар. 5 листопада 1983, Памплона) — іспанський футболіст, захисник варшавської «Легії».
Значну частину кар'єри провів у польській «Легії», з якою став триразовим чемпіоном Польщі та шестиразовим володарем Кубка Польщі.

## Ігрова кар'єра
У дорослому футболі дебютував 2002 року виступами за команду клубу «Осасуна Б», в якій провів чотири сезони. З 2006 року почав залучатися до складу основної команди «Осасуни», у складі якої, втім, у чемпіонаті Іспанії жодної гри не провів.
Натомість відгукнувся на запрошення Яна Урбана, під керівництвом якого грав у дублі «Осасуни», продовжити кар'єру у новій команді тренера — польській «Легії». 2007 року перейшов до варшавського клубу на умовах оренди, а вже за рік, у червні 2008, став повноправним гравцем «Легії», уклавши з клубом контракт на п'ять років. Протягом наступних сьоми сезонів відіграв за команду з Варшави 136 матчів в національному чемпіонаті, після чого отримав статус вільного агента. Невдовзі уклав контракт з кіпрським АПОЕЛом.

## Титули і досягнення
- Чемпіон Польщі (5):

«Легія» (Варшава): 2013, 2014, 2018, 2020, 2021
- Володар Кубка Польщі (6):

«Легія» (Варшава): 2008, 2011, 2012, 2013, 2015, 2018
- Володар Суперкубка Польщі (1):

«Легія» (Варшава): 2008
- Чемпіон Кіпру (2):

АПОЕЛ: 2016,  2017